# Biscutella laevigata
Biscutella laevigata és una espècie de planta brassicàcia és una de les espècies similars anomenades llunetes. Biscutella deriva del llatí bi= «doble» i scutella = «petita copa»; laevigata, és un epítet específic llatí que significa "dentada".
Habita a gran part d'Europa, incloent els Països Catalans. Prolifera en talussos, fissures de roques i zones ermes.
Biscutella laevigata és una planta perenne de fins a 50 cm d'alt. Les fulles basals poden formar una roseta; les fulles caulinars són més petites i enteres. Les flors són grogues de 5-10 mm de diàmetre. La beina és molt més ampla que llarga amb dos lòbuls arrodonits. Floreix a la primavera i l'estiuo.

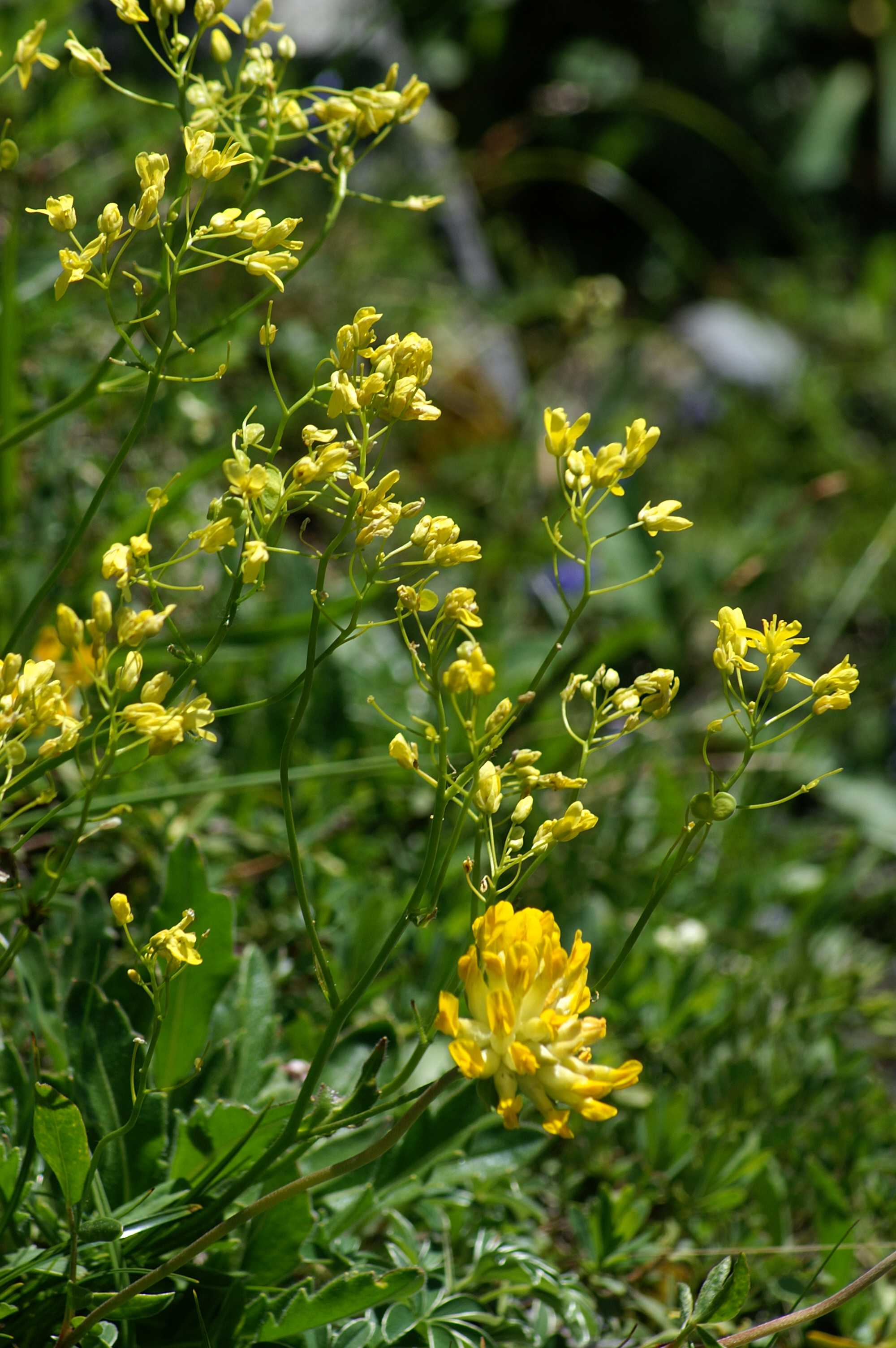
Biscutella laevigata subsp. varia

## Sinònims
- Biscutella alpestris Waldst. & Kit.
- Biscutella alpicola Jord.
- Biscutella anchusifolia Marz.-Penc. ex Rchb.
- Biscutella angustifolia Timb.-Lagr.
- Biscutella bucsecsii Simonk.
- Biscutella collina Jord.
- Biscutella depressa Thomas ex DC.
- Biscutella glabra Clairv.
- Biscutella longifolia Vill.
- Biscutella lucida Balb. ex DC.
- Biscutella mediterranea var. pivroides (Jord.) Rouy & Foucaud
- Biscutella montenegrina Rohlena
- Biscutella obcordata Rchb.
- Biscutella oreites Jord.
- Biscutella picroides Jord.
- Biscutella riberensis (O.Bolòs & Masclans) Mateo & M.B.Crespo
- Biscutella saxatilis Spreng.
- Biscutella seticarpa Simonk.
- Biscutella spathulata DC.
- Biscutella subspathulata Lam.
- Biscutella tergestina Jord.
- Biscutella timbalii Giraudias
- Biscutella tirolensis (Mach.-Laur.) H.Hess Landolt & Hirzel
- Biscutella valentina var. laevigata (L.) J.Grau & Klingenberg
- Biscutella valentina var. lucida (Balb. ex DC.) Govaerts
- Biscutella valentina var. montenegrina (Rohlena) Govaerts
- Biscutella varia var. collina Rouy & Foucaud
- Crucifera biscutella E.H.L.Krause
- Thlaspidium laevigatum (L.) Medik.[2]

subsp. austriaca (Jord.) Mach.-Laur.
- Biscutella austriaca Jord.
- Biscutella minor Jord.
- Biscutella valentina var. hungarica (Soó) Govaerts

subsp. kerneri Mach.-Laur.
- Biscutella kerneri (Mach.-Laur.) Lawalrée
- Biscutella longifolia subsp. kerneri (Mach.-Laur.) Á.Löve & D.Löve
- Biscutella varia subsp. kerneri (Mach.-Laur. ex Heywood) Peniast.

subsp. varia (Dumort.) Rouy & Foucaud
- Biscutella alsatica Jord.
- Biscutella ambigua var. tenuifolia Bluff & Fingerh.
- Biscutella gracilis (Mach.-Laur.) Lawalrée
- Biscutella varia Dumort.
- Biscutella verna Matih. ex Nyman